# Paul Puget

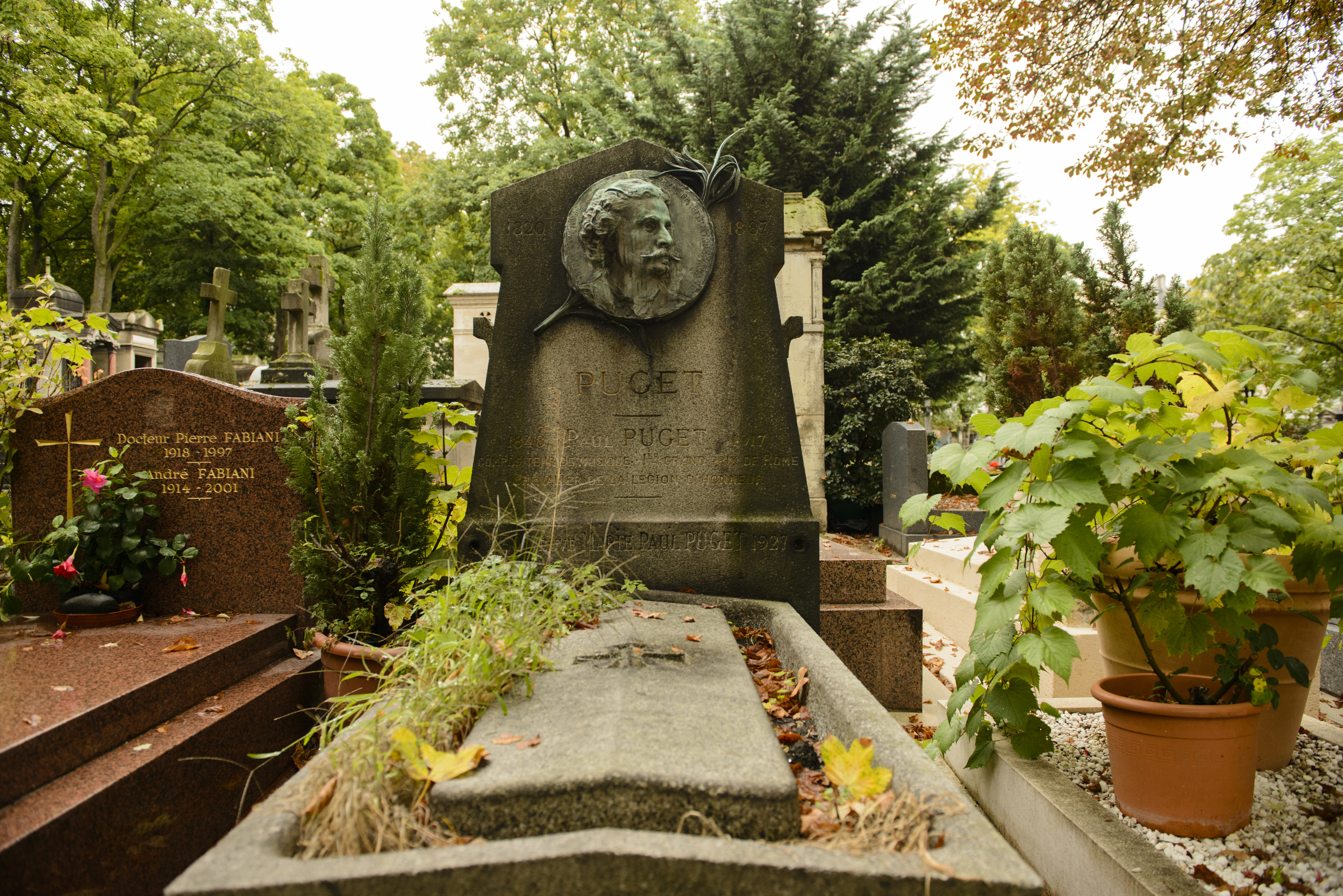
Pugets Grab auf dem Cimetière de Montmartre

Paul Charles Marie Puget (* 25. Juni 1848 in Nantes; † 15. März 1917 in Paris) war ein französischer Komponist.

## Leben
Der Sohn des Opernsängers Henri Puget studierte am Pariser Konservatorium Klavier bei Antoine François Marmontel und Komposition bei Victor Massé. 1873 gewann er den Premier Grand Prix de Rome mit der Kantate Mazeppa. Während seines mit dem Preis verbundenen Romaufenthaltes von 1874 bis 1877 komponierte er unter anderem eine Ouvertüre zum Schauspiel Macbeth und die einaktige Oper Le Prince Noir.
Er wurde Vizepräsident des Salon des musiciens français und 1900 Chorleiter der Pariser Oper unter der Direktion von Pierre Gailhard. Neben mehreren Opern komponierte Puget auch Lieder, eine Messe für Soli, Chor und Orgel sowie Instrumentalstücke. Ein Solo für Fagott gehörte von 1899 bis 1916 zum Repertoire des Instrumentalwettbewerbes am Pariser Konservatorium.

## Werke
- Maître Danseur, Opera bouffe, 1869
- Le Signal, Oper, UA 1886
- Beaucoup de bruit pour rien, Drame lyrique, UA 1899
- Ouvertüre zu Macbeth
- Ode de Jean-Baptiste Rousseau
- Le Prince noir, Oper
- La Marocaine, Oper
- Andre del Garto, Oper
- Ulysse et les sirènes, komische Oper
- Les Jardins d’Armide, Oper